# Per Krøis Kjærsgaard
Per Krøis Kjærsgaard (født 1965) er en dansk tekstforfatter, komponist, pianist og foredragsholder. Forstander på Osted Fri- og Efterskole. Tidligere skoleleder for Viby Friskole og lærer på Midtsjællands Efterskole, hvor han underviste i fagene engelsk, matematik, musik, friluftsliv og IT. Oprindeligt handelsuddannet. Han har skrevet kendte sange såsom »Kære linedanser« og »Gi' os lyset tilbage«.
Begge sange er i 2015 blevet kåret til at være i i top ti over Danmarks bedste sange i en afstemning afholdt af DR. Sangene er optaget i forskellige udgivelser, bl.a. Højskolesangbogen, Arbejdersangbogen, Efterskolesangbogen, DGI sangbogen, Puls, Sange og salmer i skole og kirke, March & Lejr, Teensangbogen og Dansk Skolesangbog.